# Francis Wheler
Francis Wheler (1656 – 19 febbraio 1694) è stato un ammiraglio inglese.
Wheler trascorse la prima parte della sua carriera nel Mediterraneo, venendo infine promosso a comandare proprie navi. Fu particolarmente attivo contro i pirati algerini e marocchini di Salé che infestavano la regione. Continuò a servire nelle acque britanniche, ottenendo il cavalierato da re Giacomo II d'Inghilterra. Wheler rimase nella Royal Navy anche dopo la Gloriosa Rivoluzione e il suo buon servizio lo portò ad ottenere il comando di un intero squadrone. Combatté nella battaglia di Beachy Head (1690) e di Barfleur.
Al comando di una flotta attaccò i possedimenti francesi nei Caraibi e nel Nord America, ma il suo attacco alla Martinica terminò con un fallimento quando un gran numero di soldati coinvolti si ammalò. Ipotizzò un attacco contro il Québec, ma non trovò truppe sufficienti, e un assalto a Terranova fu ugualmente considerato, e respinto dopo che le difese si dimostrarono troppo grandi per essere infrante. Wheler tuttavia ricevette un'altra promozione, e tornò nel Mediterraneo al comando di un grande convoglio. Fece un timido tentativo di ingaggiare le navi da guerra francesi incontrate durante il viaggio, ma in realtà si concentrò sul raggiungere Cadice in sicurezza. Dopo aver scortato con successo il convoglio Wheler si diresse verso lo stretto di Gibilterra, ma incontrò venti forti. La mattina del 19 febbraio 1694 la flotta fu dispersa e alcune navi naufragarono, naufragò anche la sua nave ammiraglia, la HMS Sussex, con pesanti perdite di vite umane. Wheler era tra i morti, il suo corpo fu recuperato due giorni dopo.

## Biografia

### Primi incarichi
Francis Wheler nacque nel 1656, figlio minore di Sir Charles Wheler e di sua moglie Dorothy, figlia di Sir Francis Bindlosse.
Entrò nella Royal Navy e il 30 aprile 1678 fu nominato sottotenente a bordo della HMS Rupert del viceammiraglio Sir Arthur Herbert, mentre prestava servizio nel Mediterraneo.
Wheler continuò sempre a bordo dell'HMS Rupert sotto Sir John Narborough, che lo promosse a primo tenente il 5 maggio 1679, e il 6 aprile 1680 si trasferì a bordo della HMS Bristol nello stesso rango, servendo di nuovo sotto Herbert.
Herbert nominò Wheler post-capitano l'11 settembre 1680 e gli diede il comando della HMS Nonsuch. L'8 aprile 1681 incrociò una nave britannica, la HMS Adventure sotto il capitano William Booth, che stava combattendo contro una nave pirata algerina, la Golden Horse. 
Il Golden Horse era sul punto di arrendersi, ma per un errore della nave di Wheler causato da uno dei suoi alleati, la nave resistette fino a quando l'HMS Nonsuch si avvicinò e issò la bandiera, allora la nave pirata si arrese. Al momento a bordo dell'HMS Nonsuch c'era il mastro John Benbow, che in seguito fu processato per i suoi commenti sull'inefficenza dell'HMS Adventure.

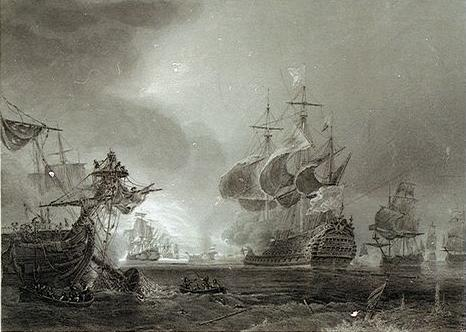
Battaglia di Beachy Head (1690), di Jean Antoine Théodore de Gudin

Wheler prese il comando della HMS Kingfisher il 9 agosto 1681 e in ottobre combatté un'azione contro una grande nave pirata di Salé, chiamata Ammiraglio di Salé. La nave pirata sostenne una difesa vivace, e subì così tanti danni che affondò poco dopo essersi arresa a Wheler. Il successivo comando di Wheler fu la HMS Tyger, alla quale fu nominato il 25 agosto 1683. La comandò fino all'agosto 1688, quando fu trasferito alla HMS Centurion da re Giacomo II d'Inghilterra, e fu trasferito di nuovo il 16 novembre dal re alla HMS Kent. Fu in questo periodo che Wheler ricevette un cavalierato dal re.
Wheler rimase in marina dopo la Gloriosa Rivoluzione, e nell'aprile 1689 fu inviato ad unirsi al suo vecchio patrono Sir Arthur Herbert, ormai conte di Torrington. Torrington era stato impegnato nella Battaglia di Beachy Head (1690), e tornò in porto prima che Wheler potesse unirsi a lui. Il viaggio di Wheler non fu del tutto infruttuoso, poiché aveva catturato una grande e preziosa nave mercantile diretta a Brest da Santo Domingo.
A luglio Torrington diede a Wheler il comando di una squadra navale di undici navi e lo inviò a bloccare il porto di Brest. Mentre era fuori dal porto, catturò una nave da guerra francese e altre 26 navi, molte delle quali trasportavano merci e munizioni per le forze giacobite in Irlanda. Wheler prese il comando dell'HMS Albemarle da 90 cannoni e combatté nella Battaglia di Beachy Head il 10 luglio 1690 e nella Battaglia di Barfleur il 19 maggio 1692.

### La Jamaica Station
Nell'ottobre 1692 Fu promosso contrammiraglio del blu e inviato alla Jamaica Station al comando di una squadra navale.
Arrivò a Madera il 26 gennaio, ma non raggiunse le Barbados fino al 1º marzo.
Lì fu convocato a un consiglio di guerra dove fu presa la decisione di attaccare la Martinica. Tuttavia non erano stati fatti preparativi e gli 800 uomini proposti della milizia locale che sarebbero stati usati per integrare le truppe non erano ancora stati richiamati. Nemmeno il Capitano generale delle Isole Sottovento Britanniche, il colonnello Christopher Codrington, era stato contattato per l'assistenza. La spedizione non partì quindi fino al 30 marzo, arrivando in Martinica il 1º aprile, ma ancora senza Codrington e i suoi rinforzi. La forza britannica era composta da 2.300 soldati, tra cui 800 uomini della milizia delle Barbados, e altri 1.500 marinai distaccati sotto il comando di Wheler. Codrington e i suoi uomini arrivarono il 9 aprile e presero terra il 17 aprile.
Dopo un iniziale successo nel conquistare posizioni strategiche e nel respingere un attacco francese, la spedizione subì pesanti perdite a causa delle malattie, con la perdita di circa 1.000 uomini e l'attacco britannico si esaurì. Il 20 aprile fu tenuto un consiglio di guerra, la spedizione fu abbandonata e gli uomini evacuati.
Codrington propose allora un attacco alla Guadalupa, ma Wheler aveva l'ordine di lasciare le Indie Occidentali entro maggio, ed era scettico che truppe inesperte e malaticce avrebbero avuto possibilità di successo. Wheler salpò per Boston, dove arrivò il 12 giugno, e propose al governatore, Sir William Phips, un attacco contro Quebec. Phips esitò, con la scusa che non vi erano truppe disponibili. Wheler portò poi la sua flotta a Terranova, ma lì trovò Placentia pesantemente difesa, e decise di rinviare l'attacco. Tornò quindi in Gran Bretagna in ottobre, con i suoi equipaggi devastati dalla malattia. Nonostante il fallimento della spedizione, le cause furono attribuite a circostanze al di fuori del suo controllo, e fu promosso al contrammiraglio del rosso e inviato nel Mediterraneo come comandante di una flotta.

### L'ultimo viaggio nel Mediterraneo

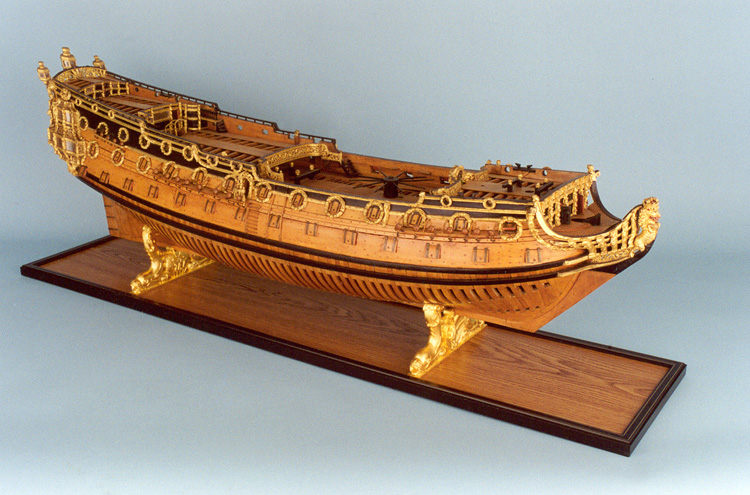
Modello della nave di bandiera di Wheler, la HMS Sussex

La flotta, composta da venti navi della linea e fregate, era già pronta a novembre, ma fu trattenuta in porto da venti contrari fino al 27 dicembre.
Quando fu finalmente in grado di salpare da Plymouth, fu raggiunto il 29 dicembre da un convoglio mercantile, che accompagnò fino a Capo Finisterre. Con lui c'erano il viceammiraglio Sir Thomas Hopsonn, il contrammiraglio John Nevell e una squadra olandese sotto Gerard Callenburgh.
Le navi francesi furono avvistate in diverse occasioni, ma riuscirono ad eludere le navi britanniche inviate da Wheler per inseguirle.
Wheler era riluttante a frazionare il suo squadrone dopo il disastro che aveva colpito George Rooke alcuni mesi prima, dove una parte del suo convoglio era stato catturato dai francesi.
Wheler raggiunse Cadice il 19 gennaio, dopo aver portato in sicurezza il suo convoglio di 165 navi mercantili in porto.
Il convoglio fu posto sotto Hopsonn, e dopo aver soggiornato a Cadice un mese, Wheler lasciò il porto il 10 febbraio tentando di passare attraverso lo stretto di Gibilterra, ma fu impedito da venti contrari.
Riprovò il 17 febbraio, ma fu nuovamente impedito dai venti, che la mattina del 19 febbraio divenne un uragano.
La flotta fu dispersa, diverse navi, scambiando la baia di Gibilterra per lo stretto, vi si naufragarono.
Naufragò la HMS Cambridge, e l'ammiraglia di Wheler, la HMS Sussex. La Sussex naufragò alle 5 del mattino del 19 febbraio, con la perdita dell'equipaggio tranne due su 550 persone. Il corpo di Wheler fu recuperato due giorni dopo, "molto straziato". Si dice che il corpo fosse stato imbalsamato e rimandato in Inghilterra per la sepoltura, ma questa eventualità fu giudicata dubbia dallo storico John Knox Laughton.

### La famiglia
Nel 1685 Wheler sposò Arabella, figlia di Sir Clifford Clifton, e di Frances Finch, da lei ebbe tre figli e una figlia di nome Anna-Sophia. Il ragazzo maggiore fu chiamato Charles, e con Anna-Sophia fu menzionato nella volontà di Wheler del 1692.